# エプソムの競馬
『エプソムの競馬』（エプソムのけいば、英: The 1821 Derby at EpsomもしくはHorse Race, 仏: Course de chevauxもしくはLe Derby de 1821 à Epsom）はフランスの画家テオドール・ジェリコーによる油彩画で、フランスパリのルーヴル美術館に所蔵されている。制作された1821年のダービーステークス（エプソムダービー）を描いている。
作者のジェリコーは馬に魅せられ、馬を主題とした作品を数多く残している。ジェリコーはヴェルサイユ宮殿の厩舎で働きながら馬を詳しく研究する機会を得て、馬の肖像画を数多く制作した。ジェリコーによる馬を主題とした作品としては他に『突撃する近衛猟騎兵士官』（1812年）や『Race of Free Horses in Rome』（1819年）がある。
この作品はイングランド旅行中に描かれた。同時期、ジェリコーはリトグラフを好んでいたため貴重な油彩画の作例である。この作品は英国の馬商アダム・エルモアのために描かれた。優勝したのはGustavusという馬で、同馬はダービーステークスを初めて勝利した芦毛の馬となった。本作は1866年にルーヴル美術館に収蔵された。
本作で描かれている馬の脚の位置――空中で前脚・後脚がともに前後に伸びている――は、実際に馬がギャロップで走る際のものとは異なっている。疾走する馬の後ろ足が着地する直前、脚が胴体の下に集まっているときに空中に浮くことは、1878年にエドワード・マイブリッジの高速写真によって証明された（動く馬）。